# البرعات (إب)

تعديل مصدري - تعديل

البرعات هي إحدى قرى عزلة ريمان بمديرية إب التابعة لمحافظة إب، بلغ تعداد سكانها 846 نسمة حسب تعداد اليمن لعام 2004.